# Castelo de Terraube

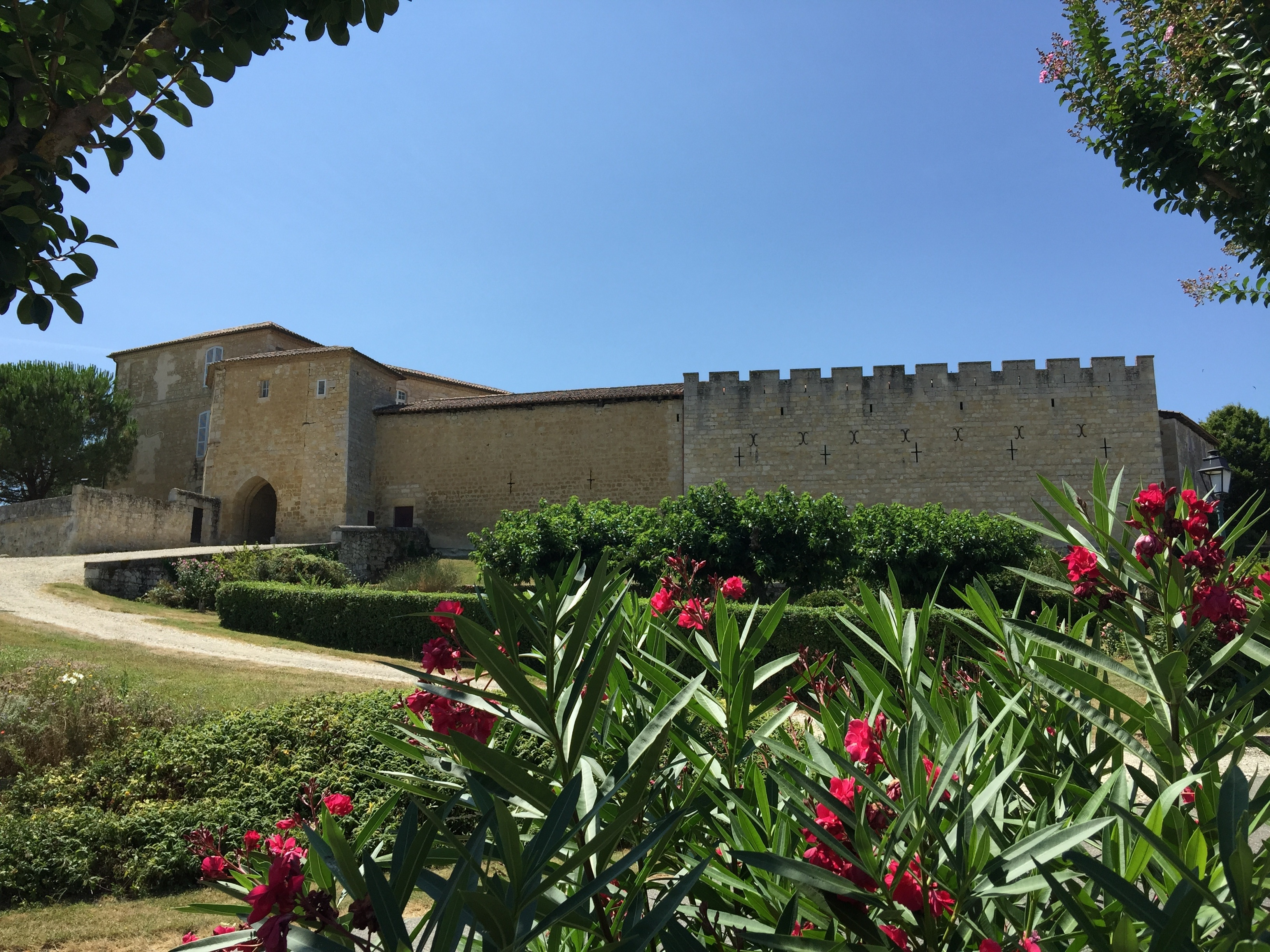
Castelo Terraube

O Château de Terraube é um castelo do século XIII na comuna de Terraube, no departamento de Gers, na França.
As decorações nas pedra incluem animais, pessoas, gárgulas e brasões, incluindo os dos Galards numa chaminé.
Está classificado desde 1947 como monumento histórico pelo Ministério da Cultura da França.